# Agave brevipetala
Agave brevipetala là một loài thực vật có hoa trong họ Măng tây. Loài này được Trel. mô tả khoa học đầu tiên năm 1927.